# Musée du Val d'Aran
Le Musèu dera Val d'Aran est un musée régional consacré à l'histoire, l'art, l'ethnographie et l'ethnologie du Val d'Aran. Avec son siège principal à Vieilha, dans une belle maison de style gothique tardif  nommée Tor deth generau Martinhon, le musée occupe aussi la Maison Joanchiquet de Vilamòs et l'église Saint Jean d'Arties.
Son principal objectif est de diffuser la culture aranaise dans tous ses domaines, à travers sa collection permanente, qui représente l'histoire de la Vallée d'Aran Sa muséographie présente l'histoire de la vallée depuis l'âge du bronze jusqu'aux débuts du XXIe siècle.
En 2008 il a rejoint le Réseau de musées ethnologiques de Catalogne.

## Histoire

### Fondation
La création du musée remonte à 1983, sur la base d'un accord entre plusieurs mairies de la Vallée d'Aran, le diocèse d'Urgell, le conseiller à la Culture de la Généralité de Catalogne et la Fondation Musèu Etnologic dera Val d'Aran, cette dernière fondée en 1973. Cette fondation ajoutera l'église Saint Jean d'Arties (cédée par le diocèse d'Urgell), aux locaux de la Tor deth Generau Martinhon.
Le projet muséographique suit le modèle innovant de l'écomusée proposé par Henri Rivière, en s'inspirant de projets déjà développés en France. Dès le départ étaient prévus l'utilisation de l'église de Saint Jean de Arties comme équipement culturel indépendant, la réalisation de routes d'intérêt naturel et paysager, et le remodelage d'une ferme traditionnelle du Baish Aran
Dès 1983, le musée était créé par ses fondateurs. Et à partir de 1992 avec le décret 305/1992, du 14 décembre, la compétence en matière de culture a été transférée de la Généralité de Catalogne au Conseil Général d'Aran. Le 5 novembre 1992, suivant la Loi 16/1990 en matière de patrimoine culturel, le transfert incluait la gestion des musées, et concrètement mettait à disposition au départ la somme de 5.200.000 pesetas pour le fonctionnement du Musèu dera Val d'Aran. Ainsi donc, depuis le 5 novembre 1992 le musée dépend du Conseil Général du Val d'Aran, et est géré par son Département de Culture et Politique linguistique
En 2018, la Généralité de Catalogne a attribué à la Fondation le Prix Robert-Lafont.

### Muséographie

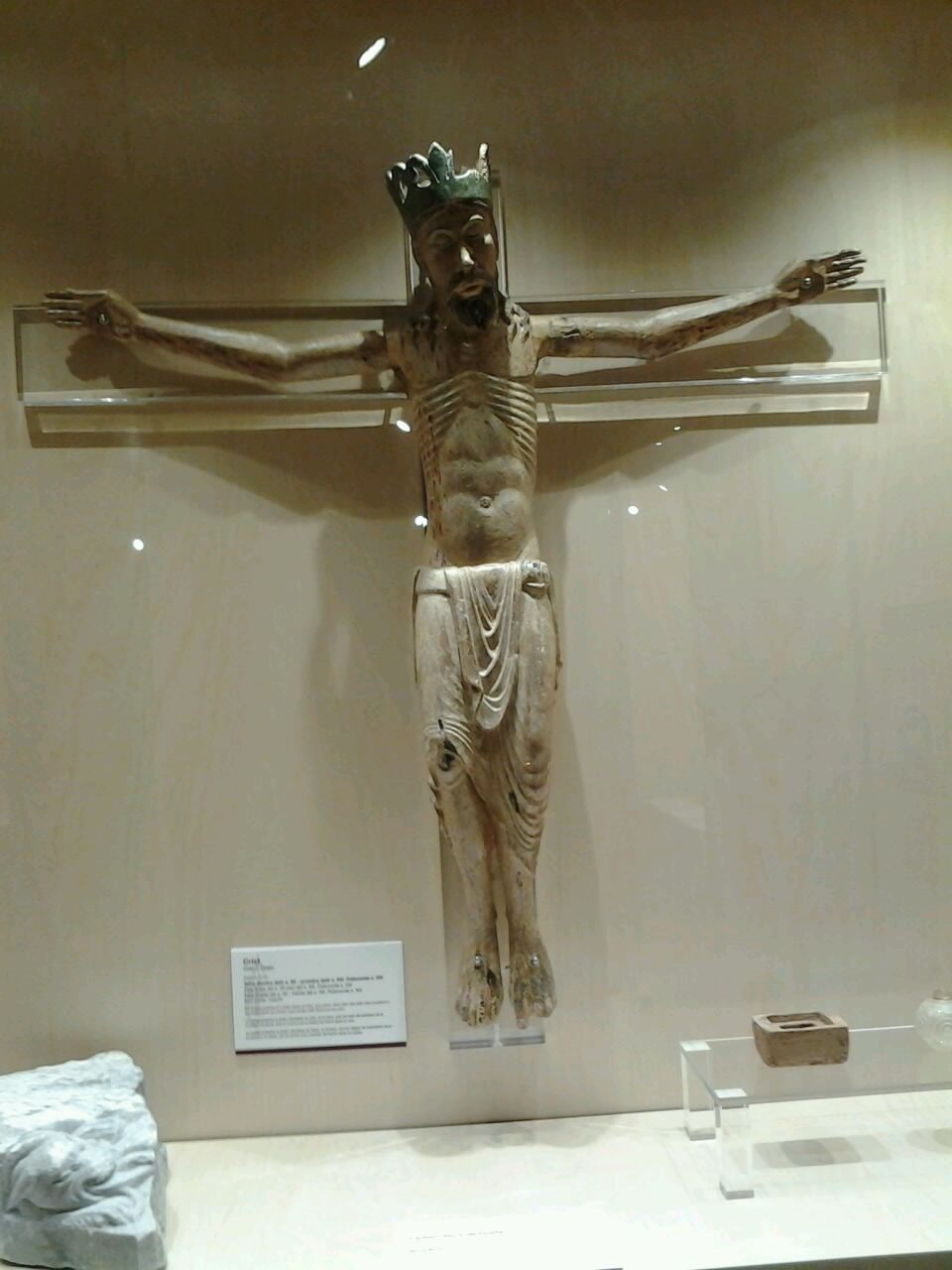
Christ de Casarilh Actuel projet muséographique

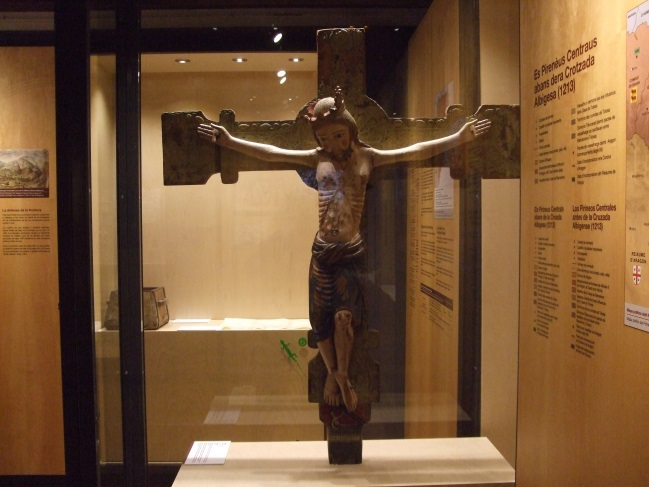
Christ d'Escunhau. Actuel projet muséographique

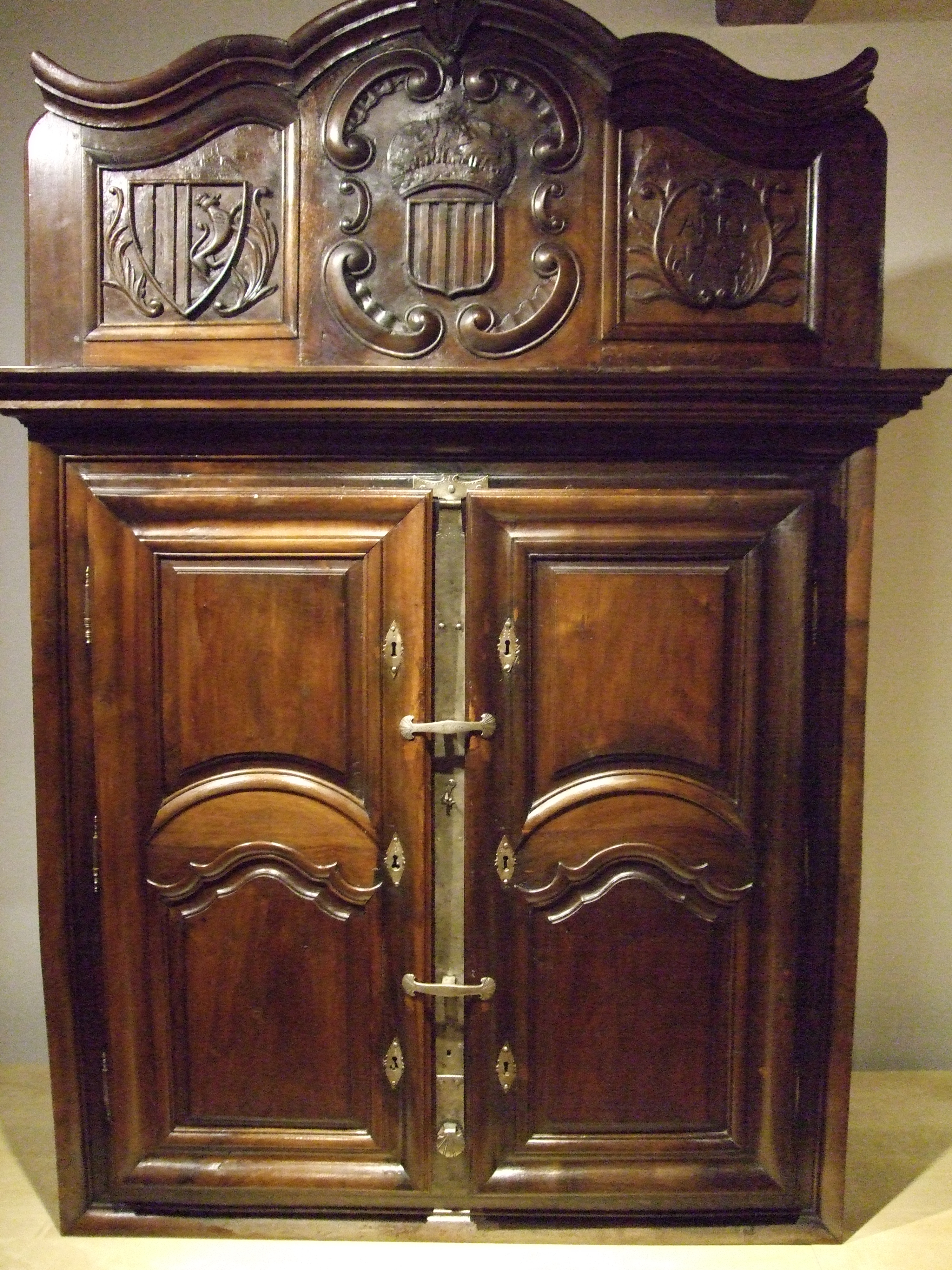
Armoire des privilèges ou des six clefs. Actuel projet muséographique

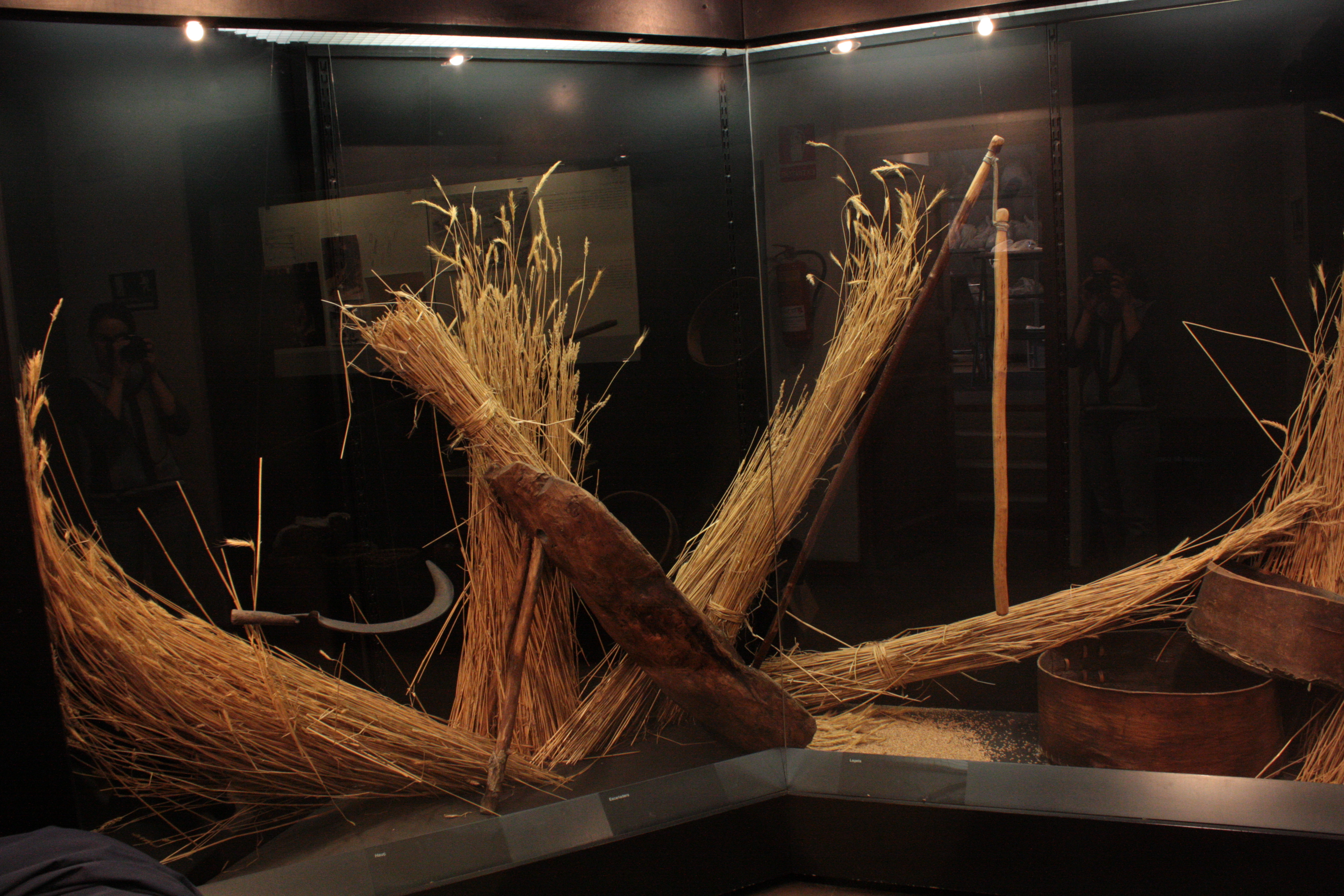
Présentation du deuxième projet muséographique.

Le projet muséographique initial, développé par Josep Maria Trullén i Thomas le 1983, prévoyait de créer un écomusée. Ce modèle de musée (aussi appelé "musée de sociétés", essaie d'expliquer l'évolution historique de la population d'un territoire à partir de son patrimoine, en suivant une pédagogie et une façon originale de fonctionner.  Sa présentation muséographique se basait simplement sur une collection de plusieurs objets présentés dans des vitrines avec cartel·explicatifs, sur fond de photographies anciennes avec une explication en aranais affichée sur les murs.
Dans son deuxième projet muséographique, réalisé en septembre 2006 par Jusèp Boya e Busquets, les objectifs et la philosophie du musée sont conservés, mais ont été élargis au Val d'Aran du XXIe siècle, avec huit domaines nouveaux : Garonne, conquête de la montagne, Nation Occitane, Pays de frontière, Petite république pyrénéenne, Village de paysans et bergers, Le temps des pouvoirs centraux, et Vallée de l'Or blanc. Cette deuxième muséographie incluait la présentation traditionnelle mais y intégrait des nouveautés comme l'utilisation de ressources audiovisuelles et interactives qui permettaient élargir les explications d'une façon plus dynamique.
Depuis 2010, le musée renouvelle son projet muséographique, afin de l'adapter aux besoins actuels des visiteurs, et d'en dynamiser la présentation permanente Le musée comprend désormais quatre étages, avec une collection d'objets archéologiques, artistiques et ethnographiques qui explique l'évolution historique de la vallée. Au rez-de-chaussée, se trouve un hall de réception, avec un espace librairie proposant des publications spécialisées sur la culture et la langue aranaise.
Le catalan et le castillan ont été intégrés dans les explications, qui sont affichées sur les murs, comme dans les cartels, les écrans interactifs et audiovisuels, et qui ont également été abrégées et rendues plus dynamiques en utilisant des moyens audiovisuels.

## Description

### Salles
Au premier étage, se trouve un grand audiovisuel et une carte accompagnée d'un écran interactif pour expliquer la géographie aranaise.
Au second, se trouve la collection de pièces artistiques et archéologiques, dont le Christ d'Escunhau ou le Christ de Casarilh, ainsi qu'une sélection de céramiques antiques trouvées au Val d'Aran qui nous expliquent l'évolution de la vallée depuis la préhistoire et jusqu'à l'époque moderne. Une salle explique l'évolution de la démographie des locuteurs en langue aranaise
Au troisième, trône l'Armoire des Privilèges ou des 6 Cefs, une armoire du XVIIIe siècle de la paroisse de Saint Miquel de Vielha qui permettait de conserver les documents importants du Conseil Général du val d'Aran, fermée par six serrures avec six clefs, confiées chacune à chacun des six conseillers. L'armoire ne pouvait seulement être ouverte qu'en présence de tous, et l'on y conservait notamment la Charte des droits du val d'Aran nommée Era Querimònia. On y trouve aussi d'autres ustensiles et habillements utilisés par les membres du conseil, pour expliquer le fonctionnement politique local.
Ces trois étages sont en grande partie inchangés et respectent le projet muséographique de 2006.
Au quatrième et dernier étage, est exposé l'évolution historique, très liée à l'évolution industrielle de la Vallée à l'époque contemporaine, avec des objets provenant de la Mine Victòria d'Arres, ainsi que l'arrivée des centrales hydroélectriques, et les traditions de différents villages de la Vallée d'Aran.
C'est à cet étage qu'il y a eu le plus d'améliorations avec les thèmes «Le temps des mines», «Les loisirs», «La communication avec l' Espagne», et un espace consacré aux traditions comme les processions et les danses de quelques villages de la vallée. La partie consacrée à "l'or blanc" a été supprimée. Un thème sur la fuite à travers les Pyrénées des juifs en provenance d'autres pays d'Europe pendant l'Holocauste, a été, à l'inverse, créé : «Persécutés et sauvés».
Autre innovation : la mise en place de nouvelles activités proposées à l'intention des enfants, un jeu de pistes, la reconstitution des mines Victoria, accompagnées des cahiers "ateliers du MdVA" -"talhèrs deth MdVA (Musèu dera Val d'Aran)"- qui présentent le musée aux plus petits du point de vue d'un historien, ou d'un archéologue, ou en suivant la trace d'un lézard,,,.

### Exposition permanente
La collection comprend 2.584 pièces, avec des pièces d'archéologie, artistiques et ethnographiques, dont trois pièces de grande importance :
- Le Christ de Casarilh (venant de l'église de Saint Tomás de Casarilh) : c'est une sculpture en bois polychrome de la fin du XIIe siècle/débuts du XIIIe siècle, de manufacture spécifiquement aranaise. Constitué de trois pièces en bois emboîtées qui forment la tête, le corps et les jambes, d'un christ à la couronne d'épines et de fleurs de lys, ou en majesté de 103 x 103 x 15 cm, au visage large, nez fin, yeux grands, bouche petite et barbe généreuse, habillé avec un drap depuis la taille jusqu'aux genoux. Le torse nu est détaillé avec un travail anatomique minutieux, surtout au niveau des épaules La polychromie actuelle n'est pas originale mais date du XIVe siècle[13] Le Christ est fixé sur une croix du XIXe siècle, époque à laquelle correspondait sûrement la polychromie antérieure à la restauration faite par le Service de Restauration de Biens Mobiliers de Catalogne en 2012. La pièce a été présentée à l'exposition internationale d'art roman de Barcelone de 1961. Elle est actuellement exposée dans une vitrine du deuxième étage du Musèu du Val d'Aran[14].
  - Le Christ d'Escunhau (venant de l'église de Saint Pierre d'Escunhau) : c'est une sculpture romane du XIIIe siècle réalisée en bois polychrome, donnant une image du Christ de 92 x 75 cm avec une croix de 141 x 108 x 3'5 cm, qu'on attribue comme en provenance de l'atelier d'Urgell. Elle représente un christ couronné, ou en majesté, au visage large, nez fin, yeux grands, bouche petite et barbe généreuse, avec le buste peu travaillé, habillé de la taille jusqu'aux genoux avec un drap. La croix présente dans sa polychromie, la représentation de l'Agnus Dei et à l'intersections de la croix le tétramorphe. On peut lire aussi l'inscription à moitié effacée “S MARCHUS” (au bras droit), “S LUCHA” (au bras gauche) “ANES” (dans le bras supérieur de la croix) et “S” et “M” dans la partie inférieure. Les inscriptions sont incomplètes. Avec la perte de la couche picturale, s'est aussi perdue la représentation de l'aigle de Saint Jean qui était située dans la partie supérieure, et la moitié de la figure de l'ange, symbole de Saint Matthieu Evangeliste, située dans la partie inférieure. L'avers de la croix est décoré avec des motifs floraux en relief avec des applications de pâte qui sont peut-être issus d'une restauration[13] Initialement on l'exposait dans l'autel de l'église devant les portes d'un retable baroque, avant d'être conservé dans une maison particulière du village d' Escunhau[15]. Elle est actuellement exposée dans une vitrine du deuxième étage.
- L'Armoire des Privilèges ou des Six Clefs est une armoire du XVIIIe siècle provenant de la paroisse de Saint Miquel de Vielha qui conservait les documents du Conseil Général de la vallée d'Aran. Elle comporte six serrures avec six clefs qui lui ont donné son nom. L'armoire servait à conserver la Charte du val d'Aran appelée Éra Querimònia.

## Bâtiments
Le musée est réparti dans trois bâtiments: le siège est situé à la Tor deth Générau Martinhon à Vielha, ainsi qu'à l'Ecomusèu çò de Joanchiquet de Vilamòs et à l'église de Saint Jean de Arties.

### Tor deth Generau Martinhon à Vielha
L'actuel siège du musée est située à Vielha dans la Tor deth Generau Martinhon, Carrer Major n°26 Le bâtiment du Musèu du Val d'Aran est une œuvre déclarée bien culturel d'intérêt national (Catalogne). C'est une maison d'époque gothico-renaissance, dite aussi Maison Santesmasses, situé au carrefour de la grand-rue et de la rue de la Torre, en haut de la ville. Elle a été restaurée en 1984. C'est un bâtiment de plant rectangulaire, avec une tour octogonale adossée à l'angle NE. Le porche s'ouvre en façade sur la grand-rue, avec au-dessus un écu, divisé par deux barres. Au premier étage et à la tour s'ouvrent une suite de fenêtres Renaissance. À l'angle SE il y a une tourelle de guet. Le bâtiment annexe de la rue de la Torre a un porche daté de 1610 et des fenêtres avec des moulures

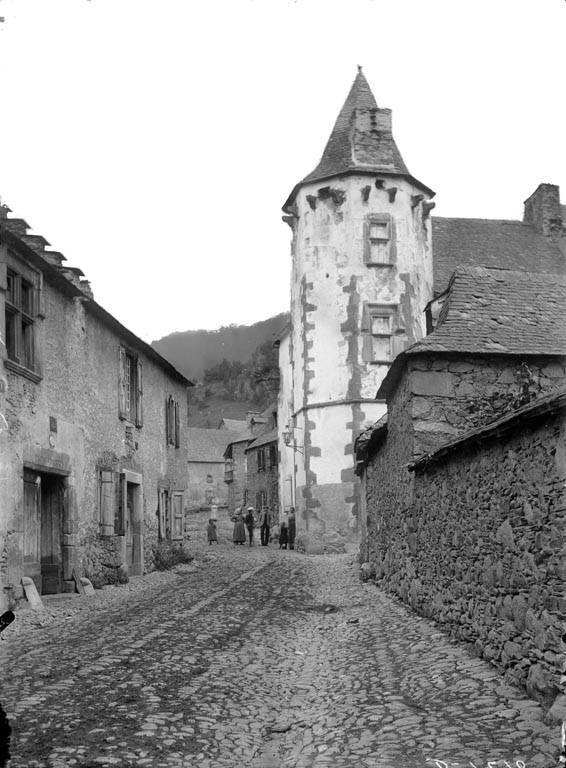
Tor deth Generau Martinhon, photographiée par Juli Soler et Santaló en 1907.

La Tor deth Generau Martinhon est une fortification qui date d'environ 1610 et qui est représentative de l'architecture aranaise de cette période. Le Musée est formé par l'union de plusieurs bâtiments avec un plant rectangulaire Sa façade principale est celle à l'est, avec une porte large avec linteau, et des fenêtres décorées avec des moulures de style Renaissance.  Dans cette façade trouvons une tour octogonale qui donne son nom au bâtiment, et la porte d'entrée est décorée avec un blason. L'autre élément exceptionnel de la construction est le mirador, dont l'aspect actuel provient de la restauration de 1983. À la façade nord trouvons une autre porte, avec une inscription qui indique approximativement l'année de construction du bâtiment, en 1610, et des éléments d'un ancien mâchicoulis.
L'histoire de la maison indique qu'elle a été achetée en 1860 comme résidence familiale par le médecin Agustí Puyol, Elle était ensuite connue sous le nom de Tor de Santesmasses, car propriété de Miquel Santesmasses, marié avec Victòria Puyol Deó, la fille du docteur Puyol. L'organisation intérieure de l'espace date du réaménagement du bâtiment en 1945, quand elle fut louée par la Compañía Productrice de Energía Eléctrica. Le bâtiment, de style gothique tardif, a été classé comme bien culturel d'intérêt national en 1949. Plus tard il a été acheté par Miquel Farré i Albagés, en 1974, qui l'a finalement cédé pour être le siège du Musèu du Val d'Aran. En 1982 et 1983 il a été réaménagé pour héberger le musée. Quoique bâtisse fortifiée, elle ne semble pas avoir connu de faits de guerre.

### Ecomusèu çò de Joanchiquet de Vilamòs
La maison Joanchiquet est située dans la rue principale de Vilamòs, un des villages de la vallée d'Aran qui a le mieux conservé l'architecture et l'urbanisme traditionnel. Joanchiquet représente la maison traditionnelle aranaise (en aranais : auviatge) , autant par son architecture que par son aménagement intérieur L'auviatge est formé par plusieurs bâtiments qui comprennent la maison, le jardin et les étables, disposées autour de la maison Comme écomusée, il présente essentiellement la vie quotidienne des gens de la vallée au début du XXe siècle. La maison a été inaugurée comme musée le 17 juin 1996.

### Sant Joan de Arties
L'église de Saint Jean d'Arties est un des exemples les mieux conservés d'architecture gothique aranaise Fermée pendant la Guerre Civile de 1936 à 1939, ce monument a souffert durant ces années de graves dégradations, avant de connaître une restauration comme salle polyvalente où se célèbrent tout type d'événements culturels, exposés, conférences, colloques et présentations de livres. Au début on pensait utiliser cet espace comme Musée d'Art Religieux. Dans les dernières années le musée a essayé de stimuler la visite de ce bâtiment par des expositions comme celle «De lin et de laine» financée par la Fondation la Caixa et inaugurée le 31 octobre 1998 jusqu'au 1999, où était expliqué l'habillement typique aranais des XVIIIe et XIXe siècles.

## Galerie

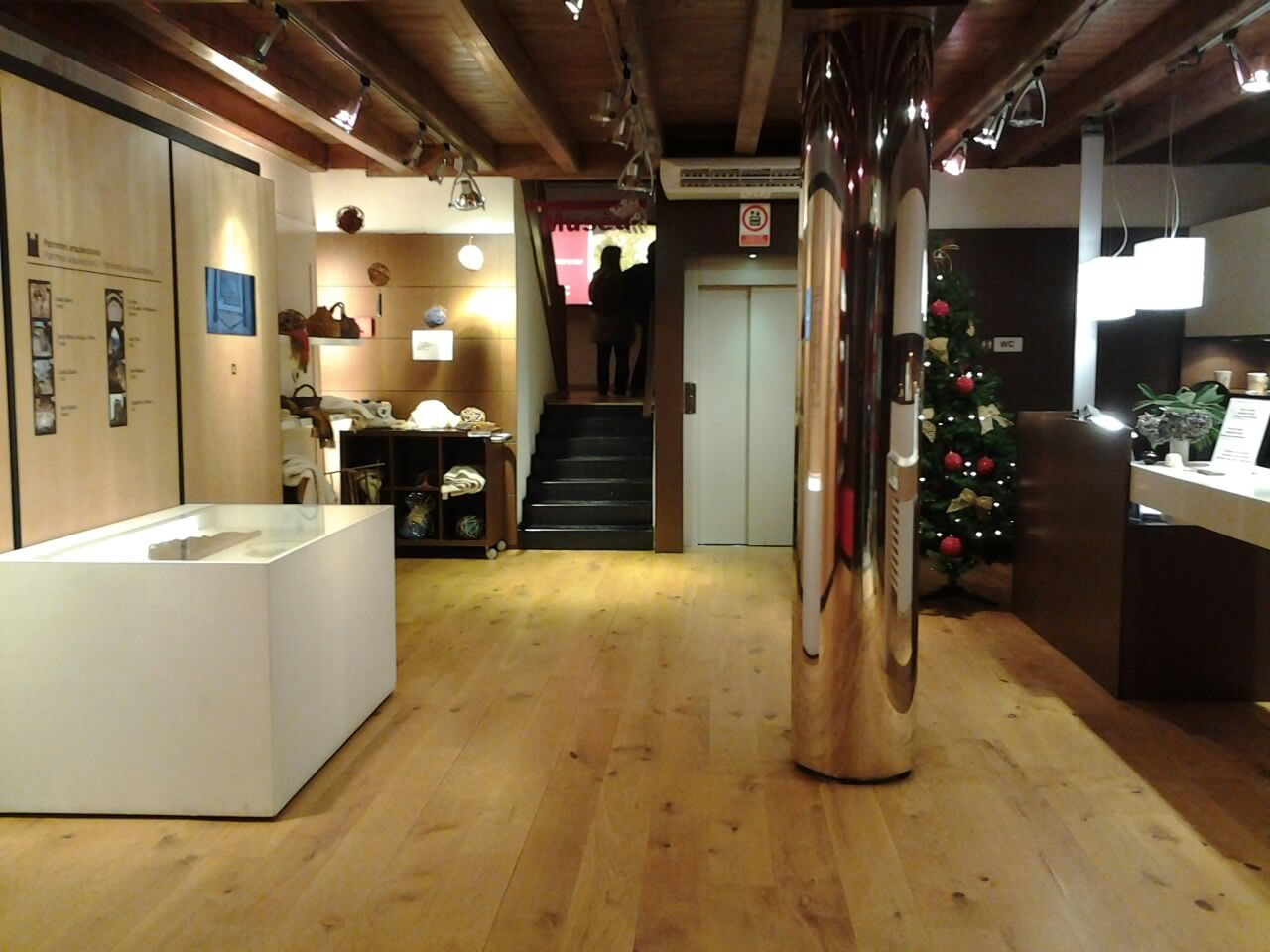
Rez-de-chaussée.
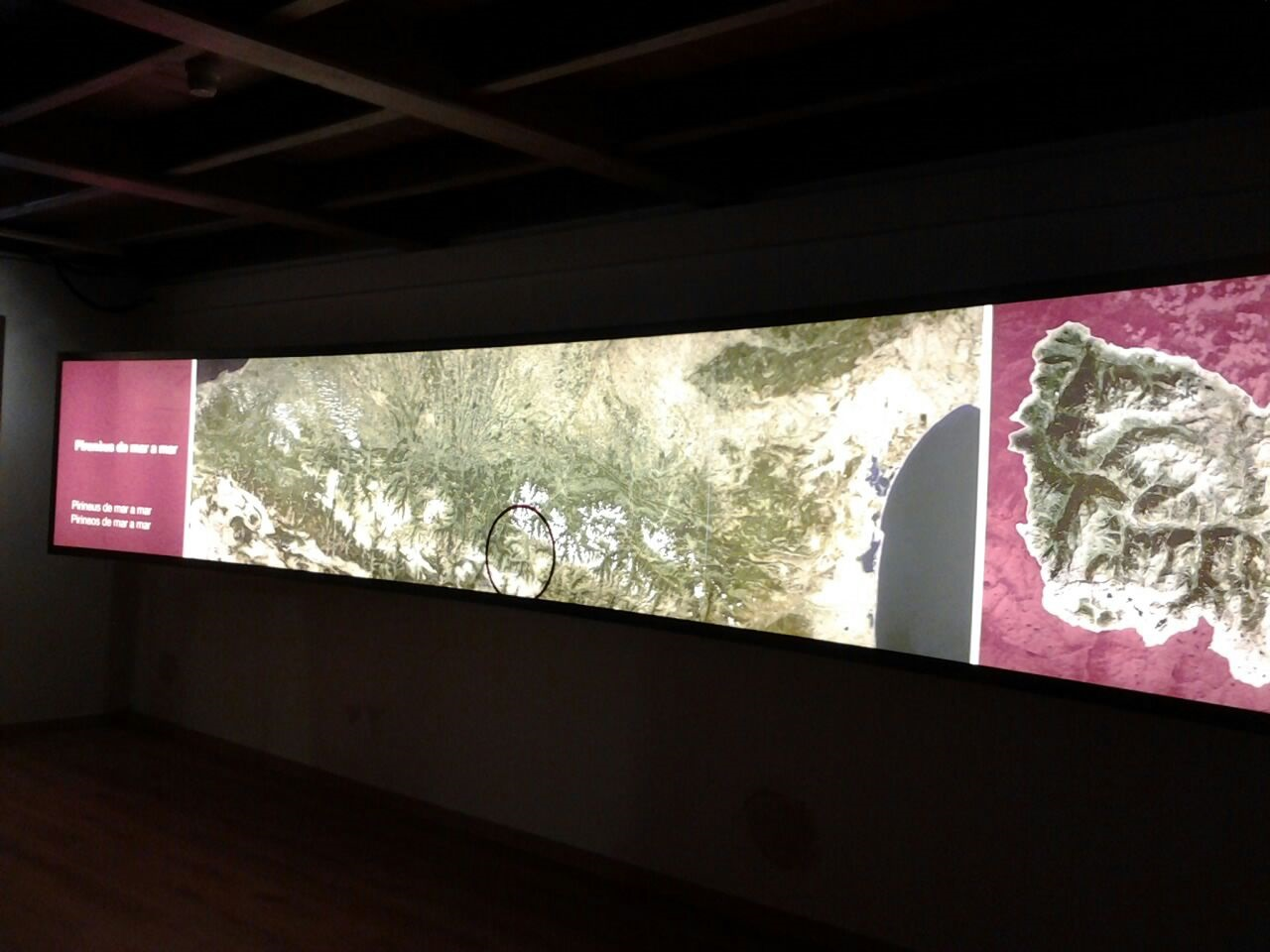
Premier.
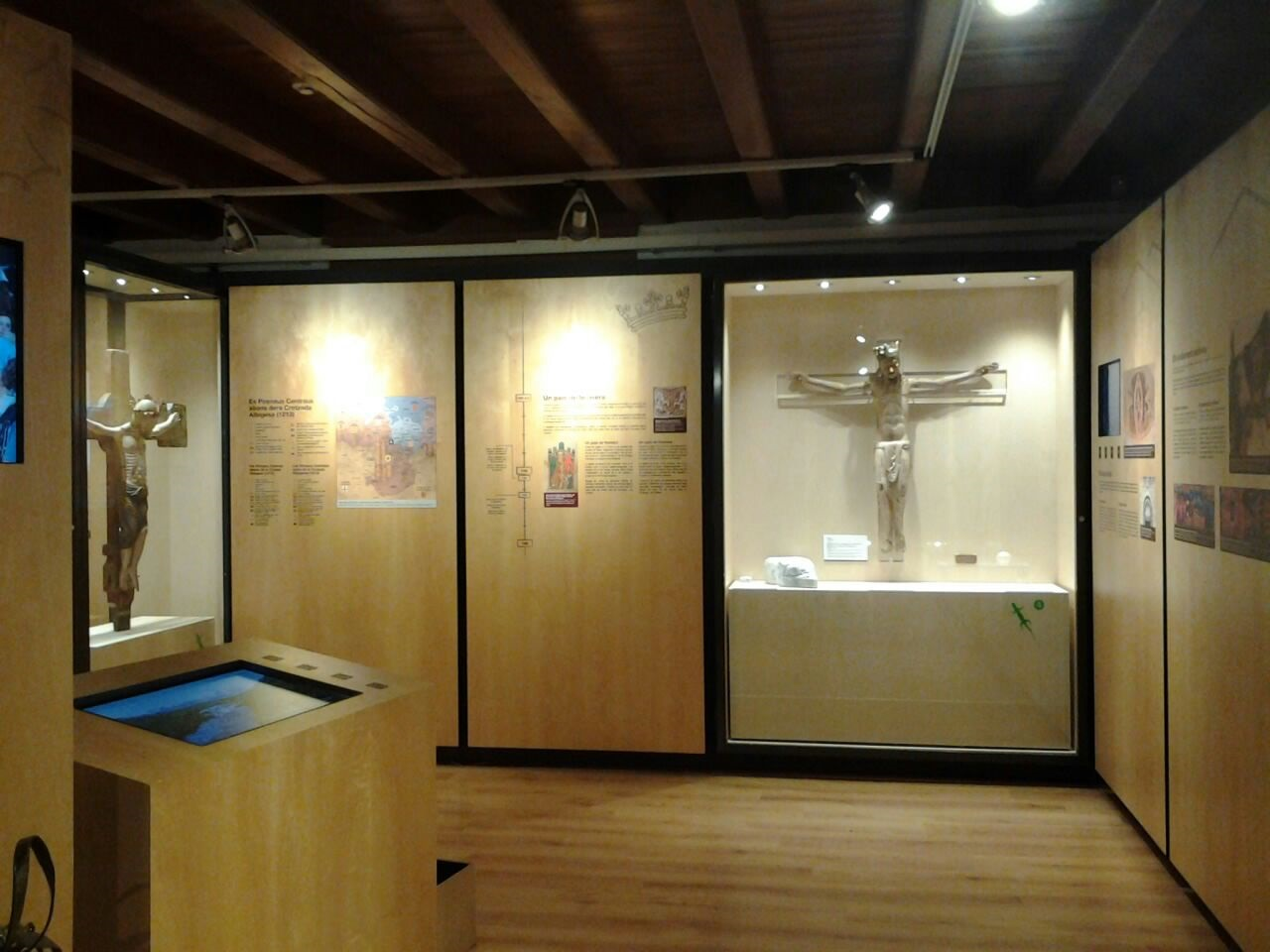
Deuxième étage.
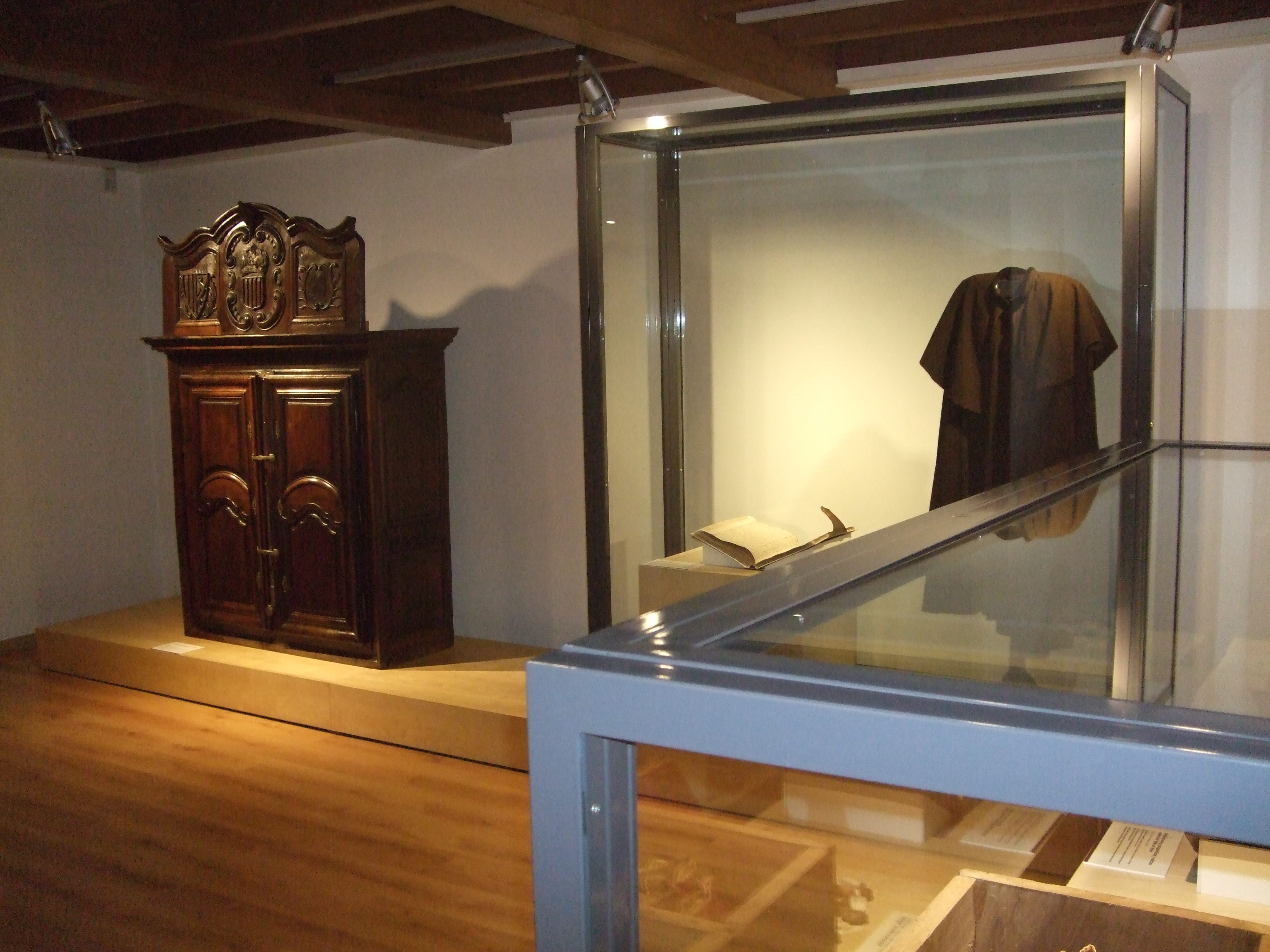
Troisième étage.
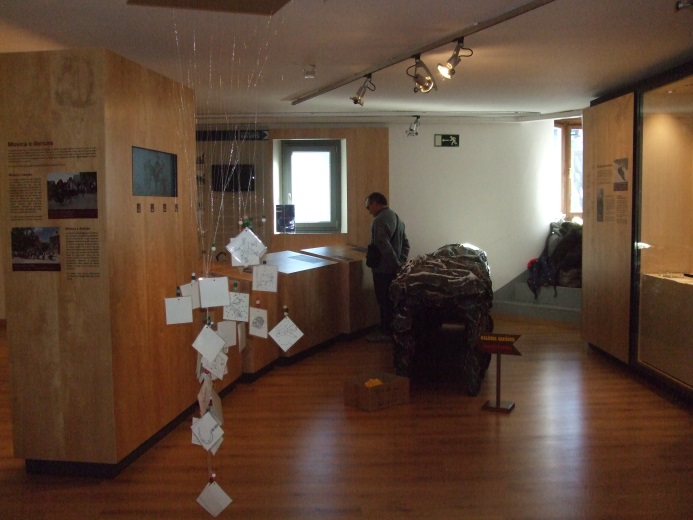
Quatrième étage.
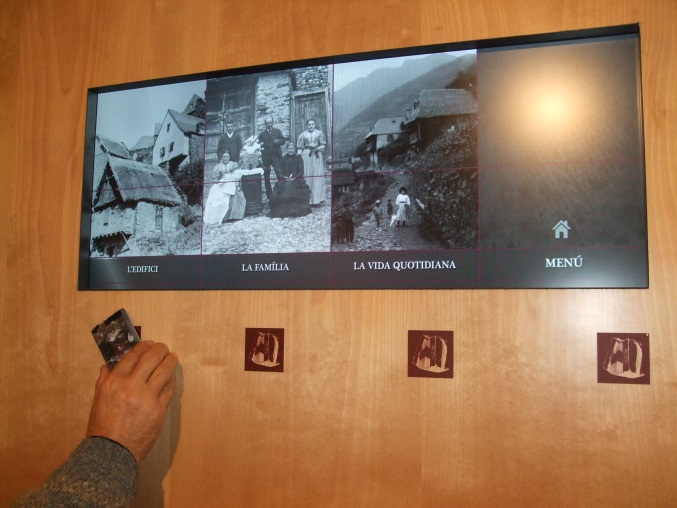
Écran interactif.
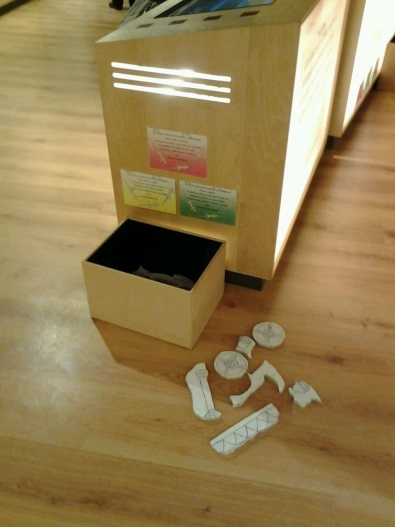
Jeu pour les enfants.
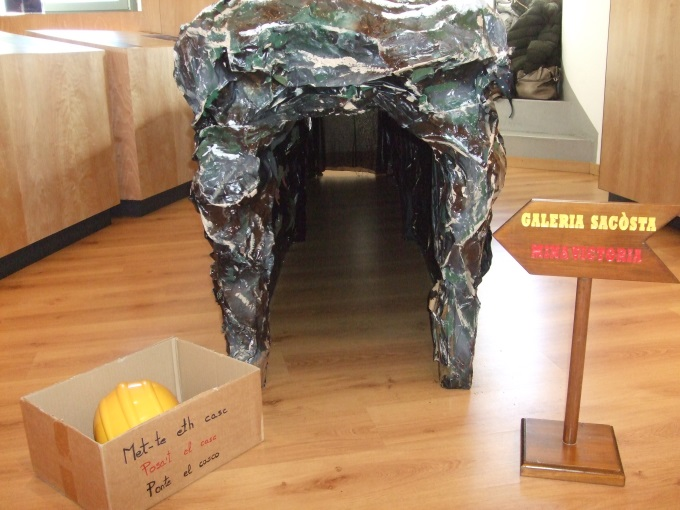
Recréation de la Mine Victòria, jeu pour les enfants.Quatrième étage.